# 艾倫鎮區 (愛荷華州沃倫縣)
艾倫鎮區（英語：Allen Township）是位於美國愛荷華州沃倫縣的一個行政鎮區。

## 地方資料
根據2010年美國人口普查的數據，艾倫鎮區的面積為45.80平方千米，當中陸地面積為45.52平方千米，而水域面積為0.28平方千米。當地共有人口4280人，而人口密度為每平方千米93.45人。